# Xã Spring Hollow, Quận Laclede, Missouri
Xã Spring Hollow (tiếng Anh: Spring Hollow Township) là một xã thuộc quận Laclede, tiểu bang Missouri, Hoa Kỳ. Năm 2010, dân số của xã này là 4.139 người.